# Oblężenie Macindaw
Oblężenie Macindaw (ang. The Siege of Macindaw) – szósta książka z cyklu powieści fantasy Zwiadowcy, autorstwa australijskiego pisarza Johna Flanagana.

## Opis fabuły
W odludnym lennie na północy Araluenu, sir Keren, przejmuje kontrolę nad Zamkiem Macindaw. Dzięki informacjom od przetrzymywanej z zamku Alyss Will odkrywa, że zdradziecki Keren zawarł sojusz ze Skottami i chce oddać im zamek w zamian za tytuły i ziemie. Aby go pokonać młody zwiadowca potrzebuje zebrać żołnierzy. W walce pomagają mu Malkallam ukrywający się w lesie Grimsdell, nazywany przez okoliczny ludzi Czarnoksiężnikiem, a także grupa Skandian.